# 阿彭韦尔
阿彭韦尔（德語：Appenweier）是德国巴登-符腾堡州的一个市镇。总面积38.03平方公里，总人口9803人，其中男性4830人，女性4973人（2011年12月31日），人口密度258人/平方公里。

## 友好城市
- 法國 卢瓦尔河畔蒙卢伊